# Alexandra Waterbury
Pour les articles homonymes, voir Waterbury.
Alexandra Waterbury, née vers 1997 à Old Forge dans l'État de New York, est une danseuse de ballet américaine et mannequin. En septembre 2018, elle intenta une action en justice contre le New York City Ballet et Chase Finlay, son ancien petit ami et ancien danseur principal de la compagnie. Sa plainte en justice allègue que Finlay, avec les danseurs Amar Ramasar et Zachary Catazaro et le mécène Jared Longhitano, ont partagé des images et des vidéos sexuellement explicites de danseuses, sans leur connaissance ni leur consentement,.

## Biographie
Alexandra Waterbury a étudié à la School of American Ballet à New York.

## Carrière de mannequin
Alexandra Waterbury signe avec l'agence Wilhelmina, City Models et Munich Models,,. En juillet 2016, Alexandra Waterbury fait la couverture de L'Officiel Thailand. En octobre 2017, Isaac Anthony photographie Alexandra Waterbury pour une série dans Design Scene. En mars 2018, elle figure dans un éditorial de mode pour la publication américaine de L'Officiel. En octobre 2018, Alexandra Waterbury est mannequin pour la collection « ballet » de Lululemon Athletica.

### Vie privée
Waterbury a vécu avec Chase Finlay jusqu'en 2018. Les deux se sont rencontrés en 2016, l'année où Waterbury est diplômé de la School of American Ballet. Waterbury est actuellement étudiante à l'Université Columbia,.

### Poursuite contre le New York City Ballet
En septembre 2018, Alexandra Waterbury a intenté une action en justice contre son ancien petit ami, Chase Finlay, et le New York City Ballet, pour des motifs de dégradation sexuelle,. Sa poursuite allègue que le New York City Ballet a toléré, encouragé, favorisé et permis un environnement dangereux, où donateurs, danseurs, agents, employés et autres personnes affiliées à la compagnie maltraitent des femmes et violent leurs droits fondamentaux. Les poursuites de Waterbury contre Finlay et le New York City Ballet ont entraîné la démission de Finlay de la compagnie et le limogeage d'Amar Ramasar et de Zachary Catazaro. Elle a ensuite ajouté Jared Longhitano, l'un des mécènes du New York City Ballet, à sa plainte.